# Romonya
Romonya é um município da Hungria, situado no condado de Baranya. Tem 7,07 km² de área e sua população em 2019 foi estimada em 521 habitantes.